# Rambo III
Rambo III je americký akční film z roku 1988, který natočil režisér Peter MacDonald podle scénáře Davida Morrella, Sylvestera Stallona a Sheldona Lettiche. Film patří do série příběhů o vietnamském veteránu Johnu Rambovi odehrávající se tentokrát v Sověty okupovaném Afghánistánu. Vznikla i novelizace filmu s názvem Rambo III: Pro přítele. Věnování filmu mudžahedínům bylo po teroristických útocích 11. září 2001 přeformulováno na věnování galantnímu lidu Afghánistánu.[zdroj⁠?!]

## Děj
Na počátku filmu žádá Ramba jeho bývalý velitel Samuel Trautman o pomoc během tajné mise v Sověty okupovaném Afghánistánu, která má za cíl dodat zbraně mudžahedínům, kteří bojují proti Sovětům. Rambo jeho žádost odmítá a zůstává v závětří thajského buddhistického kláštera. Svůj názor mění až v okamžiku, kdy k němu dorazí zpráva o Trautmanově zajetí. Rambo vyráží Trautmana osvobodit, ten se však nachází v přísně střežené sovětské pevnosti. V pákistánském Péšávaru se John Rambo setká s afghánskou spojkou Mousou Ghanim, se kterým se vydává přes horskou hranici do Afghánistánu. V afghánské vesnici poblíž sovětské pevnosti se střetne s mudžahedíny. Vesnice je napadena dvojicí sovětských bitevních helikoptér, jednu z nich Rambo sestřelí. Pak se vydává do pevnosti pouze v doprovodu Mousy a mladého chlapce Hamida. První pokus je neúspěšný a Rambo s Hamidem jsou v bojích zraněni. Již mimo pevnost Rambo Hamida ošetří a pošle jej s Mousou do bezpečí. Sám si pak ohněm desinfikuje ránu a vrací se příští den do pevnosti.
Přichází právě včas, Trautmanovi hrozí mučení plamenometem. Společně osvobodí další vězně a přepadnou sovětskou helikoptéru. Ta je však zasažena a poškozena, Rambo musí se strojem urychleně přistát. Vězni se od Ramba s Trautmanem oddělují a dvojice pokračuje v útěku pěšky. John sestřelí pronásledující sovětský vrtulník šípem s explozivní špičkou. Druhý stroj pilotuje velitel sovětské základny Zajsen, který posílá do akce svého podřízeného Kurova a členy komanda Specnaz. Dvojici se podaří Specnaz zlikvidovat v jeskyni pomocí exploze, ale zraněný Kurov překvapí Ramba, když opouští jeskyni. Rambovi se jej v následném souboji podaří zabít. Zajsen shromáždil velkou armádu a blokuje Rambovi s Trautmanem únikovou cestu do Pákistánu. Oběma Američanům přichází na pomoc mudžahedínové. Ve vzniklé bitvě Rambo ukořistí tank, s jehož kulometem ostřeluje Zajsenovu helikoptéru. Vrtulník se s tankem srazí, přežije jen Rambo.
Po bitvě se Trautman s Rambem loučí s mudžahedíny a odjíždějí domů.

## Hodnocení
Sylvester Stallone získal za film Zlatou malinu v kategorii nejhorší herecký výkon v hlavní roli.

## Filmová série o Rambovi
1. Rambo: První krev (1982)
2. Rambo II (1985)
3. Rambo III (1988)
4. Rambo: Do pekla a zpět (2008)
5. Rambo: Poslední krev (2019)